# OVHcloud
OVHcloud, anciennement OVH, est une entreprise française. Elle pratique initialement l'hébergement de serveur, et est un fournisseur d'accès à Internet (FAI), puis opérateur de télécommunications pour les entreprises. Elle se développe, à la fin des années 2010, dans le cloud computing (informatique en nuage).
Fondé en 1999 par Octave Klaba, le groupe propose des prestations de cloud public et privé, des serveurs dédiés, de l’hébergement mutualisé, du housing (ou colocation), de l’enregistrement de noms de domaines, de la fourniture d'accès Internet par lignes ADSL, VDSL, SDSL et fibre, ainsi que de la téléphonie sur IP.
La société affirme desservir plus d’un million et demi de clients, en s’appuyant sur un réseau de trente-deux centres de données répartis entre l’Europe, l’Amérique du Nord et l’Asie-Pacifique.
L'entreprise a déployé son propre réseau de fibre optique à travers le monde et revendique une capacité totale de 20 Tbit/s et plus de 380 000 serveurs physiques hébergés,.
OVHcloud réalise la moitié de son chiffre d'affaires hors de France et a un effectif de 2 700 salariés (2022).
Le 8 octobre 2019, conformément à sa réorientation, OVH annonce changer de nom, pour devenir OVHcloud. Elle entre en Bourse en 2021.

## Historique

### 1999-2004: débuts
OVH est créé en 1999 et commence avec les premiers appareils entreposés dans des locaux parisiens prêtés par Xavier Niel. Le nom « OVH » vient des initiales de son surnom d'étudiant, Oles Van Herman. On peut voir On Vous Héberge ? apparaître comme message de bienvenue lors d'une connexion FTP sur l'un de leurs serveurs, ce qui est une interprétation a posteriori du sigle OVH.
En 2001, OVH loue sept baies chez un prestataire parisien, Claranet. La société commence à manquer de place et la climatisation du site pose un problème à cette époque. OVH déménage alors dans un centre de données abandonné de Free dans le 11e arrondissement de Paris. Peu à peu, le parc grossit pour atteindre 1 200 machines, et OVH implante de nouveaux serveurs pour faire face à la demande. Fin 2002, la société loue un autre centre de données auprès de Free à Courbevoie. L'opportunité se présente ensuite d'acquérir un bâtiment de 3 000 m2 dans le 19e arrondissement.

### 2004-2010: internationalisation et installation à Roubaix
En 2004, OVH ouvre ses premières filiales étrangères. La Pologne, pays d’origine de la famille Klaba, est la première. La même année, deux autres filiales commerciales sont lancées en Afrique et en Espagne.
Le volume d’activité d'OVH connaît une croissance significative, passant de 6 000  à   12 000 serveurs. Une opportunité immobilière se présente alors à Roubaix, où OVH a son siège social et ses équipes techniques, mais pas de centre de données. OVH construit alors Roubaix 1 (RBX-1). En 2008, c'est au tour de la construction de Roubaix 2 (RBX-2) puis l'année suivante, Roubaix 3 (RBX-3). En 2011, l'hébergeur lance un centre de données de dernière génération ne nécessitant aucune climatisation : Roubaix 4 (RBX-4). En 2012, OVH achève la construction de son premier centre de données en conteneurs à Strasbourg (Strasbourg 1 ou SBG1) afin de répondre aux besoins de ses clients d'Europe de l'Est.
En parallèle, l'entreprise s'implante à l'étranger : Tunisie, Maroc, Royaume-Uni, Irlande, Italie, Allemagne, Finlande, Portugal, Pays-Bas.

### 2010-2017: diversification des activités
En 2010, OVH prend le virage du Cloud et investit 10 millions d'euros.
En 2011, OVH héberge 100 000 serveurs dans ses centres de données, notamment via ses installations à Roubaix. En 2012, OVH poursuit sa lancée, portée vers l’international, en travaillant sur l'ouverture de OVH, Inc. aux États-Unis et au Canada.
Le 26 janvier 2012, création de OVHcloud Canada. Henryk et Octave Klaba et les partenaires institutionnels canadiens – la Ville de Beauharnois, le Centre local de développement (CLD) Beauharnois-Salaberry et Montréal international — ont officialisé l’implantation d’OVHcloud à Beauharnois Salaberry.
En 2013, OVH compte plus de 700 salariés, et lance à Gravelines, un centre de données d'une capacité d'hébergement de 300 000 serveurs. La même année, OVH propose la connexion à Internet en VDSL, ouvre des bureaux à Brest, lève un crédit syndiqué de 140 millions d'euros pour soutenir ses investissements et participe, avec Atos, au Plan Cloud initié par le gouvernement dans le cadre des 34 plans pour la France industrielle.
Après 15 ans d'activités, la société compte 800 salariés et 180 000 serveurs hébergés dans ses 17 centres de données en 2014.
Le 7 octobre 2014, Octave Klaba présente lors de la deuxième édition de l'« OVH Summit », un nouveau logo et le slogan de l'entreprise : « Innovation Is Freedom ». En décembre 2014, pour répondre à ses ambitions internationales, OVH lève 267 millions d'euros (160 millions d'euros complété d'un emprunt obligataire).
En avril 2015, du fait du Projet de loi relatif au renseignement, OVH annonce envisager de déménager ses serveurs hors de France, puis se ravise. Le site web Numerama publie un article intitulé « Faisons le vrai/faux », qui fait la vérification des justifications d'OVH.
En mars 2017, Octave Klaba reprend sa place de CEO et nomme Laurent Allard vice-président du conseil d'administration, chargé du comité stratégique du groupe. Octave Klaba annonce vouloir se concentrer sur « l’exécution de la stratégie, la mobilisation des équipes et l’accompagnement des clients au quotidien ».
En avril 2017, OVH négocie le rachat de l’activité vCloud Air de VMware pour un montant non communiqué.
Le 29 juin 2017 OVH annonce une ligne de financement de 400 millions d’euros auprès d’un groupe de plusieurs banques, conduit par la Société générale. Cette opération doit permettre à l'entreprise de poursuivre sa croissance .

### 2018-2019: nouvelle gouvernance
Le 27 août 2018, OVH annonce qu'Octave Klaba cède de nouveau sa place de Directeur Général au profit de Michel Paulin, ancien dirigeant de SFR, Octave Klaba restant président du conseil d'administration (chairman).
Par la même occasion, est annoncé le départ de Laurent Allard, après trois années passées chez OVH, successivement aux postes de Directeur Général puis Vice-Président du conseil d'administration.
Le 18 octobre 2018, à l'occasion de l'OVH Summit à Paris, Octave Klaba annonce la restructuration de ses offres.

### 2020: alliance stratégique et cloud de confiance
Le 10 novembre 2020, OVH et Google annoncent une alliance inédite, pour les entreprises, afin de « répondre à leurs besoins croissants en matière de contrôle strict de leurs données, de sécurité, de transparence et de confidentialité ». Cette annonce intervient en plein débat sur la souveraineté numérique et les oppositions entre le RGPD européen et le CLOUD Act américain.

### 2021: entrée en bourse et accident du 10 mars
Le 8 mars 2021, OVHcloud annonce sa volonté d'entrer à la bourse de Paris,.
Le 10 mars 2021, un incendie aux causes inconnues, probablement dû à deux onduleurs, détruit intégralement un centre de données et endommage partiellement un second parmi les quatre que possède OVH à Strasbourg, obligeant l'arrêt général pour un peu moins de quatre millions de serveurs HTTP représentant 464 000 noms de domaines selon Netcraft, spécialiste anglais du monitoring d'Internet.
Le 19 mars 2021, un nouveau départ de feu sur le centre de données SBG1 oblige à une nouvelle interruption du service. Trois cent batteries pesant chacune 25 kilogrammes, non connectées, seraient en cause. L'hébergeur renonce à son redémarrage.
En 2021, OVHcloud multiplie les partenariats, aussi bien avec Atos qu'Orange dans le domaine du cloud souverain.
Le 20 septembre 2021, OVHcloud lance son projet d'entrée en bourse et annonce la validation de son enregistrement par l'AMF.
Sa valorisation est alors estimée entre 3,5 et 3,75 milliards d'euros.

### 2022: concurrence dans le cloud et diversification
En mars 2022, OVHcloud porte plainte pour abus de position dominante contre Microsoft, mettant en avant une forme de vente liée, entre la suite de logiciels de bureautique Office 365 et ses services de cloud, offrant des licences d'Office 365 moins chères et techniquement moins contraignantes que ce que pourrait proposer indirectement OVHcloud.
Le 21 avril 2022, OVHcloud annonce le rachat de la start-up française ForePaas. Fondée en 2015, la start-up est spécialiste de l'apprentissage automatique (machine learning) et de l'intelligence artificielle. Le montant de l'acquisition n'est pas rendu public,.

### 2023: ordinateur quantique
En mars 2023, OVHcloud se dote d'un ordinateur quantique fourni par Quandela. C'est la première entreprise privée en Europe à s’être dotée d’un système quantique et sa suite logicielle en tant que client industriel,.

### 2024: certification SecNumCloud 3.2
En janvier 2024, les offres hosted private cloud d'OVHCloud sont certifiées SecNumCloud 3.2 par l'ANSSI, un mois après son concurrent Outscale.

### 2025
- OVH a annoncé au salon VivaTech 2025 accroître son offre pour la souveraineté numérique européenne, dont via un partenariat avec Equans Digital (pour une infrastructure cloud souveraine et sécurisée pour données sensibles des industriels, collectivités et acteurs de la santé). Dans ce même salon, OVHcloud a aussi fait un bilan des 10 ans de son Startup Program (plus de 5 000 start-ups doublement accompagnées, technologiquement et par un mentorat, dont sur la soutenabilité environnementale de l'intelligence artificielle).

## Services

### Noms de domaine
Depuis 2002, OVHcloud est accrédité par l'organisme américain ICANN pour gérer la réservation de noms de domaine génériques (.com, .org, .net). De nombreuses autres accréditations ont suivi au fil du temps : Afnic (.fr), DNS Belgium (.be), Eurid (.eu)... Ces accords permettent à OVHcloud de proposer à ses clients plus de 250 extensions, dont le .ovh. D'autres services tels que la redirection, le sous-domaine, le renouvellement automatique sont également disponibles.
Aujourd'hui, plus de 3 millions de noms de domaine ont été enregistrés chez OVHcloud à travers le monde.

### Hébergement sur serveur mutualisé
Le client paye pour la location d'un espace sur un serveur qui est aussi partagé par d'autres, permettant ainsi une répartition des coûts.

### Location de serveurs dédiés
Le client a la possibilité de louer un serveur dédié appartenant à OVHcloud. Ce dernier dispose alors d'un accès distant au serveur et est libre d'installer ce qu'il souhaite dessus dans les limites de la légalité. De plus, depuis le 15 juillet 2013 les firewalls (anti-DDOS) sont intégrés dans le prix. Il est aussi possible de faire du Big data, c'est-à-dire stocker et analyser des données volumineuses.

### Cloud computing
Le client peut disposer de serveurs à la demande ou effectuer du stockage dans le Cloud (au travers d'hubiC notamment). Il peut également y créer son propre centre de données dédié.
Selon Michel Paulin, directeur général, OVHcloud veut promouvoir le « cloud de confiance et souverain ». « OVHcloud construit et conçoit ses serveurs, notre support est en Europe, il n'y a aucune capacité technique ou légale pour qu'un juge américain puisse accéder aux données, OVHcloud est immunisé contre le Cloud Act ».

### Télécommunications
OVHcloud est aussi un fournisseur d'accès à Internet : OVH Télécom, qui propose de l'ADSL, du SDSL et du VDSL2, ainsi que de la Voix sur IP et des services de SMS et fax.

## Controverses
OVHcloud a hébergé jusqu'en septembre 2009 le site des Forces démocratiques de libération du Rwanda, groupe suspecté d'avoir commis des crimes de guerre et contre l'humanité.
Dès 2009, l’adresse électronique d'Octave Klaba figure dans un document émis par les services de renseignement britannique (GCHQ), parmi d’autres « sélecteurs » – des personnes identifiées comme des cibles par les services de renseignement américains (NSA), canadiens, néo-zélandais, britanniques et australiens, au sein de leur alliance, les « Five Eyes ».
En décembre 2010, l'édition française du blog Gizmodo révèle que WikiLeaks a choisi OVHcloud comme nouvel hébergeur après le refus d'Amazon de l'héberger dans son Cloud. Au vu de l'ampleur de la polémique naissante, le 3 décembre, Éric Besson, ministre de l'Industrie, de l'Énergie et de l'Économie numérique, s'enquiert des moyens de faire interdire cet hébergement en France. Cette démarche échoue et l'hébergeur profite de la notoriété acquise par cette polémique.
En juillet 2013, OVHcloud est victime d'un piratage (fuite d'information), touchant notamment la base de données des clients Europe,,.

## Incidents
En septembre 2013, OVHcloud connaît une panne réseau de 4 heures dans son centre de données roubaisien historique RBX1.
Le 29 juin 2017, OVHcloud connaît une panne sur l'une des baies de stockage EMC VNX 5400 utilisée pour stocker une partie des bases de données d'hébergement mutualisé à P19. En pleine période de soldes, environ 50 000 sites sont ainsi inaccessibles.
Le 9 novembre 2017, OVHcloud connaît une importante panne d'alimentation électrique et de ses groupes électrogènes de secours qui rend inopérants deux de ses centres de données à Strasbourg SBG1 et SBG4, provoquant l'indisponibilité de très nombreux sites internet, dont celui d'OVHcloud lui-même.
Le 30 mars 2020, les serveurs d'OVHcloud rencontrent des incidents importants et de nombreux sites et serveurs de jeux sont donc impactés,.
Le 13 octobre 2021, en raison d'une « erreur humaine » de nombreux sites internet hébergés chez OVH sont inaccessibles pendant un peu plus d'une heure.

### Incendie demars 2021
Dans la nuit du 9 au 10 mars 2021, un incendie se déclare dans les centres de données de Strasbourg. L'incendie démarre dans le centre de données SBG2, qui est totalement détruit et affecte partiellement SBG1. Les deux autres centres adjacents SBG3 et SBG4 sont épargnés. Par précaution, tous les centres de données strasbourgeois sont éteints lors de l'incendie.
Le nombre de sites touchés, dont certains du gouvernement français (data.gouv.fr par exemple) ou de sites officiels, semble très important, OVHcloud étant un acteur de premier plan en matière d'hébergement en France. À l’Éducation nationale, des problèmes sont constatés au cours de la journée du mercredi 10 mars sur les espaces numériques de travail (ENT) et certains services de la plateforme apps.education.fr. Le site du Centre Pompidou, ou encore le site de météo Météociel ont aussi été touchés.
Les plugins ou services en ligne utilisés dans la conception d'autres sites entraînent des conséquences en cascade sur le Web mondial. À titre d'exemple, l'indisponibilité du plugin de compression d'images Imagify touche 400 000 de ses clients à travers le monde.
Les données contenues dans les serveurs détruits sont perdues, à moins d'avoir été sauvegardées par ailleurs, chez d'autres hébergeurs ou sur d'autres serveurs de OVHcloud. La société invite ses clients à engager sans délai leur plan de reprise d'activité informatique.
Début 2022, des entreprises victimes de cet incendie demandent réparation à OVH pour le préjudice subi dans un recours collectif. Le 3 février 2022, le montant réclamé est estimé à 9 millions d'euros. OVH avait déjà indemnisé ses clients à la suite d'un incident en 2017.

## Chiffres clés
Employant plus de 2 200 personnes, OVHcloud est 1er en Europe de l'hébergement web (octobre 2018).
Selon le site spécialisé sur les études relatives aux technologies d’Internet W3Techs, OVH est utilisé par 3,2 % des sites Internet.
En 2021, OVHcloud:
- est au service de 1,6 million de clients, ce qui le place comme 1re entreprise européenne sur le marché du cloud derrière des entreprises américaines telles que Amazon Web Services et Microsoft Azure[13],
- possède 24 centres de données à travers le monde en 2021[13], dont 12 en France,
- met en œuvre 380 000 serveurs,
- opère 4 000 000 noms de domaines (mai 2018)[20],[22],
- réalise la moitié de son chiffre d'affaires hors de France en 2021[13].

Son siège social est basé à Roubaix, dans le Nord de la France.
En 2024, OVHcloud :
- possède 40 centres de données à travers le monde
- met en œuvre 450 000 serveurs